# The Undoing
The Undoing er en amerikansk mini-serie fra 2020. Serien er instrueret af Susanne Bier. Den er baseret på romanen You Should Have Known af Jean Hanff Korelitz fra 2014. Serien er skrevet og produceret af David E. Kelley. Nicole Kidman og Hugh Grant spiller hovedrollerne og den havde premiere på HBO 25. oktober 2020.